# Markvartice (district de Děčín)
Pour les articles homonymes, voir Markvartice.
Markvartice (en allemand : Markersdorf) est une commune du district de Děčín, dans la région d'Ústí nad Labem, en Tchéquie. Sa population s'élevait à 702 habitants en 2021.

## Géographie
Markvartice se trouve à 10 km à l'est de Děčín, à 25,5 km au nord-est d'Ústí nad Labem et à 77 km au nord de Prague.
La commune est limitée par Huntířov au nord, par Veselé à l'est, par Dobkovice au sud et par Dolní Habartice au sud-ouest et par Dobrná au nord-ouest.

## Histoire
La première mention écrite du village date de 1281.

## Patrimoine
L'église Saint-Martin, construite en 1701-1703.

## Transports
Par la route, Markvartice se trouve à 12 km de Děčín, à 36 km d'Ústí nad Labem et à 109 km de Prague.